# Thomas Tien Ken-sin
Thomas kardinaal Tien Ken-sin, S.V.D. (田耕莘; Hanyu pinyin: Tian Gengxin) (24 oktober 1890 – 24 juli 1967) was een Chinees prelaat van de Katholieke Kerk. Op 18 februari 1946 werd hij door paus Pius XII kardinaal gecreëerd. In april van dat jaar werd hij aangesteld als aartsbisschop van Peking. Dit bleef hij officieel tot zijn dood, hoewel hij in 1951 uit het land verbannen werd door het communistische regime.